# أنتوني بينيت (رسام)
أنتوني بينيت (بالإنجليزية: Anthony Bennett)‏ هو رسام أسترالي، ولد في 1966.